# Nnamdi Asomugha
Nnamdi Asomugha (* 6. Juli 1981 in Lafayette) ist ein ehemaliger US-amerikanischer American-Football-Spieler auf der Position des Cornerbacks, der sich seit seinem Karriereende als Philanthrop, Filmschauspieler und Filmproduzent betätigt.

## Leben
Nnamdi Asomugha wurde 1981 in Lafayette in Louisiana geboren. Er besuchte das College der University of California in Berkeley und schloss sein Studium mit einem Abschluss in Unternehmensfinanzierung ab.

## Karriere im Profifootball
Er begann seine Profifootballkarriere bei den Oakland Raiders, die ihn im NFL Draft 2003 in der ersten Runde als insgesamt 31. auswählten.
In 8 Spielzeiten bestritt er für dieses Team 122 Partien und war über Jahre eine bestimmende Persönlichkeit in der Secondary der Raiders. Besonders stark war er 2008 als ihm 8 Interceptions und ein Touchdowns gelangen. Darür wurde er, wie auch in den beiden folgenden Jahren in den Pro Bowl berufen.
2011 wechselte Asomugha zu den Philadelphia Eagles, wo er weiterhin auf konstant hohem Niveau spielte.
2013 ging er zu den San Francisco 49ers, wurde aber bereits Anfang November, nachdem er nur drei Spiele bestritten hatte, wieder entlassen. Am 26. Dezember 2013 unterschrieb er bei den Raiders einen Vertrag für einen Tag, um als Spieler seines alten Teams seine Karriere beenden zu können und gab seinen Rücktritt vom aktiven Sport bekannt.

## Filmkarriere
Seine Fernsehkarriere begann Asomugha im Jahr 2008 in einem Gastauftritt in der Serie The Game. Seine erste Filmrolle erhielt er in dem im November 2012 veröffentlichten Actionfilm Fire with Fire – Rache folgt eigenen Regeln von David Barrett und spielte in einer Nebenrolle Sherrod. Es folgte eine weitere Nebenrolle in Hello, My Name Is Doris von Michael Showalter, bevor er in dem Filmdrama Crown Heights von Matt Ruskin, das im Januar 2017 beim Sundance Film Festival seine Premiere feierte, eine größere Rolle erhielt und darin Carl King spielt. In dem romantischen Filmdrama Sylvie’s Love von Eugene Ashe, das im Januar 2020 beim Sundance Film Festival vorgestellt wurde, erhielt er die männliche Hauptrolle und spielt den erfolgreichen Saxophonisten Robert.
Die Premiere seines Regiedebüts The Knife erfolgte im Juni 2024 beim Tribeca Film Festival.

## Privates
Asomugha ist Vorsitzender der Asomugha Foundation, einer Stiftung, die er 2010 mit seiner Familie gegründet hat. Die Stiftung unterstützt zwei Programme, die Asomugha College Tour für Wissenschaftler (ACTS) und Waisen und Witwen in Not (OWIN). Im Jahr 2015 gründete er iAm21 Entertainment, eine Produktionsfirma, deren Mission es ist, Unterhaltung zu schaffen, die wichtige soziale Themen beleuchtet und den sozialen Wandel beeinflusst.
Im Jahr 2013 heiratete er Kerry Washington. Sie haben zwei gemeinsame Kinder.

## Filmografie (Auswahl)
- 2017: Crown Heights
- 2020: The Banker (als Produzent)
- 2020: Sylvie’s Love (auch als Produzent)
- 2022: The Good Nurse
- 2024: The Knife (auch Regie und Drehbuch)

## Auszeichnungen
Independent Spirit Award
- 2018: Nominierung als Bester Nebendarsteller (Crown Heights)

NAACP Image Award
- 2021: Nominierung als Bester Schauspieler in einem Fernsehfilm oder einer Miniserie (Sylvie’s Love)[10]

Tribeca Film Festival
- 2024: Auszeichnung mit dem Best New Narrative Director Award (The Knife)[11]